# Jack Remy
Jack Remy es un director de cine pornográfico.

## Premios
- 1995 AVN Award – Mejor Fotografía – Dog Walker
- 1999 AVN Award – Mejor Fotografía – Looker
- 1999 AVN Award – Mejor Videografía – Cafe Flesh 2 (ganado junto con Barry Wood's Forever Night)[2]
- 2006 AVN Hall of Fame Nuevo miembro[3]